# Galaxy 37
Galaxy 37 (auch Galaxy 13R und Horizons 4) ist ein kommerzieller Kommunikationssatellit des Satellitenbetreibers Intelsat aus der Galaxy-Flotte.

## Planung und Technische Daten
Im Juni 2020 bestellte Intelsat bei Maxar Technologies vier neue geostationäre Kommunikationssatelliten für die Galaxy-Flotte. Maxar baute die Satelliten Galaxy 31, Galaxy 32, Galaxy 35 und Galaxy 36 auf Basis ihres SSL-1300-Satellitenbusses. Im September desselben Jahres nahm Intelsat die Möglichkeit zum Bau eines fünften Satelliten wahr, um zusätzliche C-Band-Transponderkapazitäten zu erhalten. Dieser Satellit, Galaxy 37, versorgt Nord-, Mittel- und Südamerika sowie Hawaii mit Fernseh- und Daten-Dienstleistungen. Er hat eine geplante Lebensdauer von mindestens 15 Jahren und wird durch zwei Solarmodule und Batterien mit Strom versorgt. Des Weiteren ist er dreiachsenstabilisiert und wiegt etwa 5,1 Tonnen.
An Bord befindet sich neben der C-Band-Nutzlast für Intelsat eine Ku-Band-Nutzlast, welche von der Horizons Satellite LLC als Horizons 4 betrieben wird und ihren Vorgänger Horizons 1 ablöst. Dies ist die vierte Mission der Horizons-Serie.

## Missionsverlauf
Der Start von Galaxy 37 erfolgte am 3. August 2023 auf einer Falcon-9-Trägerrakete von der Cape Canaveral Space Force Station in einen geostationären Transferorbit. Kurz nach dem Start konnte der Kontakt zum Satelliten hergestellt werden. Im Herbst 2023 erreichte Galaxy 37/Horizons 4 seine geostationäre Position bei 127° West und löste dort seinen Vorgänger Galaxy 13/Horizons 1 ab.